# Гудьонсен, Эйдур
Э́йдур Сма́ури Гу́дьонсен (исл. Eiður Smári Guðjohnsen, [ˈeːiðʏr ˈsmaurɪ ˈkʏðʝɔnsɛn]; род. 15 сентября 1978, Рейкьявик) — исландский футболист, нападающий. Известен по выступлениям за английский «Челси» и испанскую «Барселону».

## Биография
Отец Эйдура, Арнор Гудьонсен, был одним из самых известных игроков в истории исландского футбола и провёл большую часть своей футбольной карьеры в Бельгии. Эйдур родился, когда его отцу было всего 17 лет и он только переехал в Бельгию. После возвращения семьи в Исландию в конце карьеры Арнора, Эйдур пришёл в клуб «Валюр» и дебютировал в основном составе в возрасте 15 лет. В 1994 году он перешёл в голландский ПСВ. Несмотря на большую конкуренцию с другими нападающими (в числе которых был юный Роналдо), Гудьонсен дебютировал в первой команде ПСВ в 17 лет, а вскоре уже сыграл в матче Лиги чемпионов против «Барселоны».
24 апреля 1996 года Арнор и Эйдур Гудьонсены вошли в историю футбола, сыграв вместе в международном матче за сборную Исландии против команды Эстонии в Таллине. Арнор вышел на поле в основном составе, а Эйдур во втором тайме заменил отца. Это был первый раз, когда отец и сын принимали участие в одном международном матче.
В конце 1996 года Эйдур сломал лодыжку и долго восстанавливался после этой травмы. За это время ПСВ расторг с ним контракт. В 1998 году Эйдур перешёл в английский «Болтон Уондерерс» и забил 21 гол в своём первом сезоне (1999/00) в первой лиге и помог команде дойти до полуфиналов Кубка Англии и Кубка английской лиги.
В 2000 году из-за финансовых проблем в «Болтоне» Гудьонсена продали в «Челси» за 4 млн £. Эйдур составил пару в атаке голландцу Джимми Флойду Хассельбайнку, забил 23 гола сам и помог Хассельбайнку с его 27 голами.
Его умение вести и контролировать мяч, совмещённое с сильными ударами, позволяло ему забивать красивые, запоминающиеся голы за время пребывания в «Челси». Его удар через себя в матче с «Лидсом» в сезоне 2002/03 ещё долго будут вспоминать болельщики «синих». Хотя Эйдур и прославился как успешный игрок атаки, бомбардир, его умение играть в касание и читать игру позволило Жозе Моуриньо отодвинуть Эйдура ближе к центру поля, сделав его одним из диспетчеров «Челси». Португальский тренер даже назвал Гудьонсена «белокурым Марадоной» после блистательной игры Эйдура в 2005 году против клуба «Вест Хэм Юнайтед».
После покупки Романом Абрамовичем «Челси» в 2003 году и приобретения дорогих и звёздных игроков, включая Адриана Муту, Дидье Дрогба и Эрнана Креспо, было мнение, что Гудьонсену не найдётся места в составе. Однако он остался основным игроком в сезонах 2003/04 и 2004/05, а уже в сезоне 2005/06, когда «Челси» во второй раз подряд стал чемпионом, Эйдур уступил место в полузащите Майклу Эссьену, а в атаке Эрнану Креспо и Дидье Дрогба и стал появляться на поле, в основном, выходя на замену.
После нескольких громких приобретений «Челси» в начале межсезонья 2006 года, среди которых были потенциальные конкуренты Эйдура в борьбе за место в составе, нападающие Андрей Шевченко и Саломон Калу и полузащитник Михаэль Баллак, был поднят вопрос о целесообразности пребывания Гудьонсена в составе «Челси» в сезоне 2006/07. Несмотря на слухи о переходе в «Манчестер Юнайтед» и «Реал Мадрид», а также некоторые другие футбольные команды, 14 июня 2006 года Эйдур подписал контракт с «Барселоной» сроком на 3 года с возможностью продления ещё на год. Он был призван стать заменой Хенрику Ларссону, решившему завершить карьеру в команде своего родного города «Хельсинборг». Сумма трансфера составила 12 млн евро и, дополнительно 3 млн евро, в том случае, если Эйдур станет основным игроком «Барселоны».
28 августа Гудьонсен дебютировал в чемпионате Испании в матче против «Сельты». За три минуты до конца игры он забил победный для «Барселоны» гол. 31 октября Эйдур забил в матче Лиги Чемпионов гол своей бывшей команде «Челси». После того как Самюэль Это’о получил тяжёлую травму, исландец успешно заменил его в основном составе в качестве основного нападающего команды.
31 августа 2009 года Эйдур перешёл в «Монако», подписав контракт с клубом на 2 года. Причина ухода из «Барселоны» была в том, что он получал мало игрового времени.
31 января 2011 года Эйдур перешёл из «Сток Сити» в «Фулхэм».
Эйдур Гудьонсен перешёл в АЕК. Контракт 32-летнего форварда был рассчитан на два года, его заработная плата составила € 1,3 млн в год.
13 января 2013 года игрок подписал контракт с «Брюгге» сроком до 30 июня 2014 года.
В августе 2014 года датский клуб «Копенгаген» не сумел договориться с Гудьонсеном, который, завершив выступления за «Брюгге», пребывал в статусе свободного агента.
5 декабря 2014 года Эйдур Гудьонсен на правах свободного агента перешёл в «Болтон Уондерерс», соглашение было рассчитано до конца сезона. За «Болтон» Гудьонсен выступал под 22-м номером.
В 2016 году стал игроком норвежского клуба «Мольде».
После Евро 2016 перешёл в «Пуна Сити», но, не сыграв ни одного матча, вскоре покинул клуб.
После авиакатастрофы игроков «Шапекоэнсе» написал в твиттере, что хочет играть за этот клуб.

## Сборная
За юношескую сборную Исландии U-17 Эйдур дебютировал в возрасте тринадцати лет. А за юношескую сборную U-19 и молодёжную сборную — в возрасте пятнадцати лет. В составе сборной Исландии играл с 1996 по 2016 годы, с ней выступил на чемпионате Европы 2016 года.
24 апреля 1996 года вместе со своим отцом Арнором Гудьонсеном Эйдур вышел на поле в товарищеском матче против Эстонии и тем самым установил уникальное достижение, которое даже попало в Книгу рекордов Гиннесса.

## Достижения

### Командные
«ПСВ»
- Чемпион Эредивизе: 1996/97
- Обладатель Кубка Нидерландов: 1995/96
- Обладатель Суперкубка Нидерландов: 1996

«Рейкьявик»
- Обладатель Кубка Исландии: 1998

«Челси»
- Чемпион Премьер-лиги (2): 2004/05, 2005/06
- Обладатель Кубка Футбольной лиги: 2005
- Обладатель Суперкубка Англии (2): 2000, 2005

«Барселона»
- Чемпион Ла Лиги: 2008/09
- Обладатель Кубка Испании: 2008/09
- Обладатель Суперкубка Испании (2): 2006, 2009
- Победитель Лиги чемпионов УЕФА: 2009
- Обладатель Суперкубка УЕФА: 2009

### Личные
- Лучший молодой футболист Исландии: 1994
- Футболист года в Исландии (4): 2004, 2005, 2006, 2008
- Лучший спортсмен Исландии (4): 2004, 2005, 2006, 2012
- Самый молодой игрок, забивший мяч в чемпионате Исландии: 26 мая 1994 года в матче «Вестманнаэйяр» — «Валюр» в возрасте 15 лет, 8 месяцев, 11 дней